# Anders Hejlsberg
Anders Hejlsberg, född 1960, är en dansk programutvecklare, mest känd som skapare av Turbo Pascal-kompilatorn samt programspråket Delphi. Han är även chefsarkitekten bakom C#. 
Hejlsberg utvecklade omkring 1980 en Pascal-kompilator "Compas Pascal", senare "PolyPascal". Produkten licensierades till Borland, som utvecklade den till en IDE som blev systemet "Turbo Pascal" som konkurrerade med PolyPascal. 1989 flyttade Hejlsberg till Kalifornien och blev Chief Engineer vid Borland där han var chefsarkitekt för "Delphi" som ersatte "Turbo Pascal". År 1996 lämnade han Borland och började arbeta på Microsoft, där han blivit en Technical Fellow. Sedan år 2000 har han varit chefsarkitekt för teamet som utvecklar språket C#. Han leder dessutom utvecklingen av språket TypeScript.